# Raw paradise

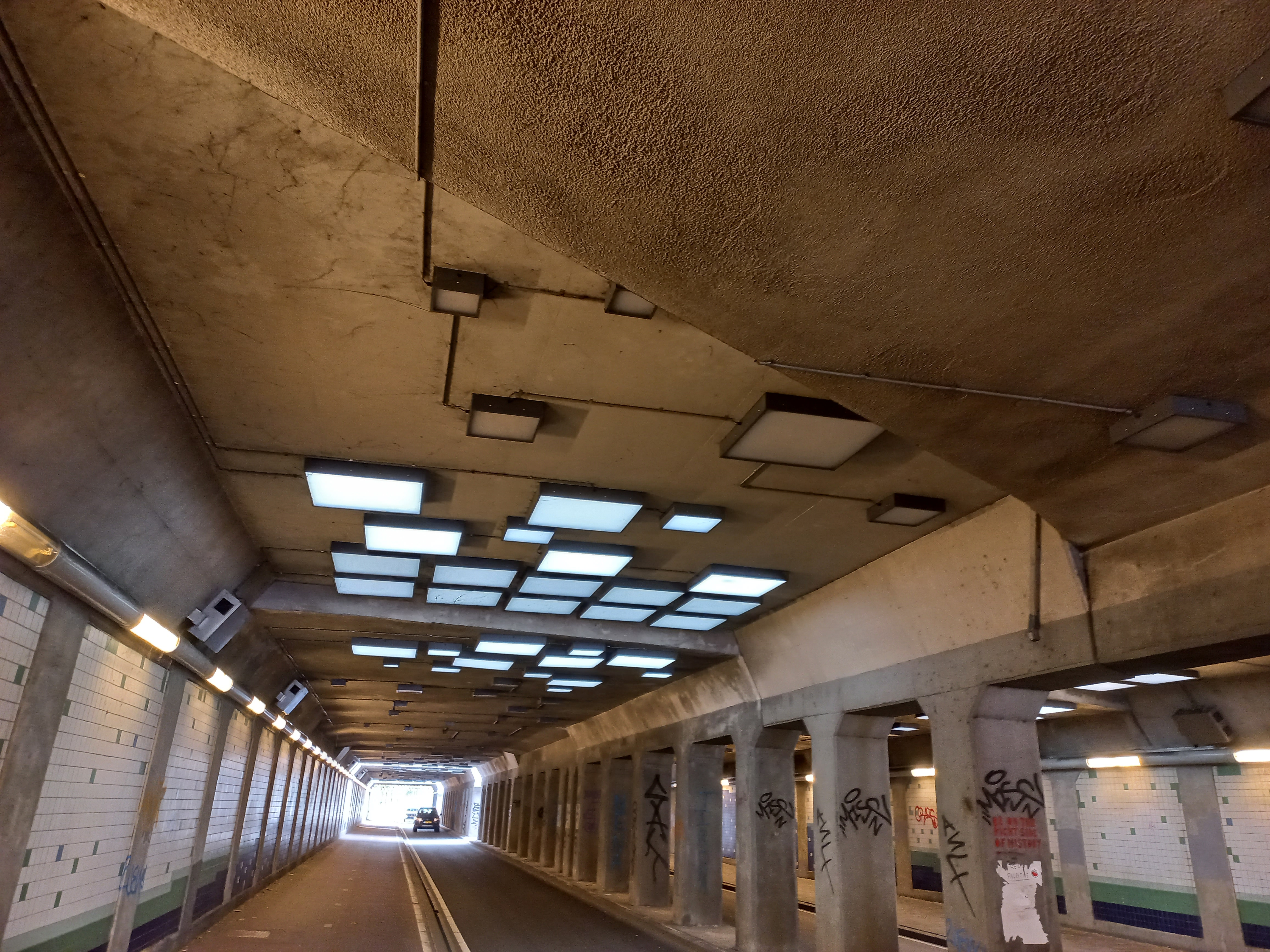
Lichtinstallatie Raw paradise (augustus 2024)

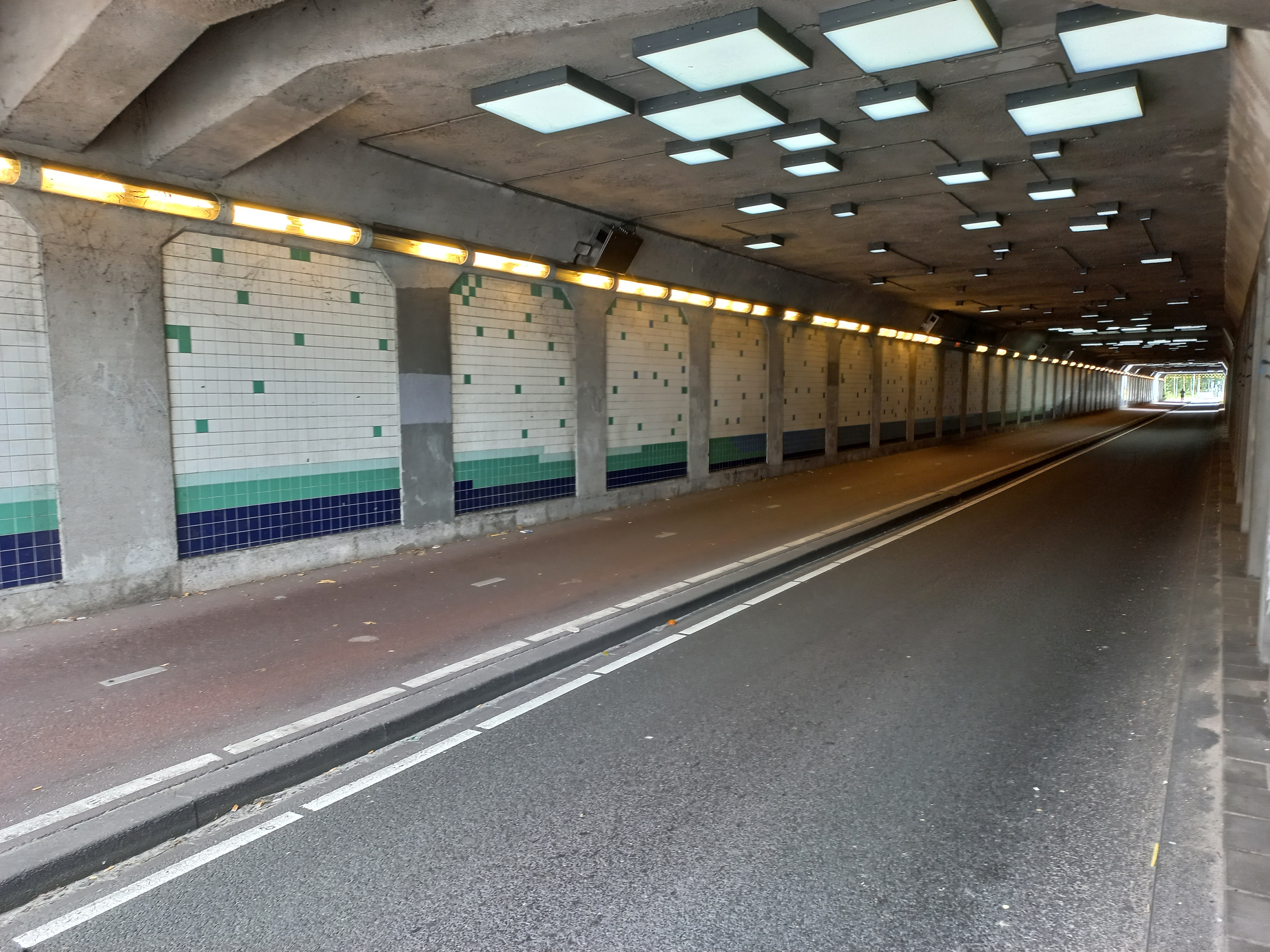
Raw paradise samen met tegelwerk (augustus 2024)

Raw paradise is een vorm van kunst in de openbare ruimte in Amsterdam-Oost.
Het is een lichtinstallatie ontworpen door Nicky Zwaan aangebracht in de Kruislaanspoorbrug. In 2008 werd er een ontwerpwedstrijd voor kunstenaars uitgeschreven, waarop 350 inzendingen volgden. Uit die talloze inzendingen werden slechts drie werken gerealiseerd, Steps of science – 48 tiles of organised knowledge in de vorm van stoeptegels, Boomstronken in de vorm van metalen stobbes en Raw paradise. Zwaan maakte voor de spoortunnel een interactieve lichtinstallatie die naargelang er voorbijgangers zijn diezelfde voorbijgangers begeleidt naar het licht aan het eind van de tunnel. Het kunstwerk werd in 2013 onthuld door wethouder Carolien Gehrels en Thijs Reuten van het stadsdeelbestuur. Het tunnelcomplex is tevens voorzien van uitgebreid abstract en figuratief tegelwerk.
Van dezelfde kunstenaar is werk te zien in Station Bijlmer ArenA. In de enorme glaspartij van het spoorstation werd een aantal afwijkende segmenten geplaatst 